# Nove Ministri
I Nove Ministri (九卿; jiǔ qīng) era il nome collettivo di nove alti funzionari del governo imperiale della dinastia Han (206 a.C.-220 d.C.), ognuno dei quali era a capo di un ministero specializzato ed era subordinato ai Tre Ministri Ducali all'interno del sistema di governo noto come dei "Tre signori e nove ministri". 
Il termine Nove Ministri potrebbe anche riferirsi ai nove alti funzionari della dinastia Ming, vale a dire i rispettivi capi funzionali dei Sei Ministeri, del Censorato, dell'Ufficio della Trasmissione e della Grande Corte della Revisione. 

## Descrizione
| Nome cinese          | Traduzione di Rafe de Crespigny | Traduzione alternativa         |
| -------------------- | ------------------------------- | ------------------------------ |
| 太常 tài cháng       | Ministro delle Cerimonie        |                                |
| 光祿 勳 guāng lù xūn | Ministro della famiglia         | Supervisore degli Intendenti   |
| 衛尉 wèi wèi         | Ministro delle guardie          | Comandante delle guardie       |
| 太僕 tài pú          | Ministro dei Cocchieri          | Gran Servo                     |
| 廷尉 tíng wèi        | Ministro della giustizia        | Comandante di giustizia        |
| 大鴻臚 dà hóng lú    | Ministro Araldo                 | Grande Araldo                  |
| 宗正 zōng zhèng      | Ministro del clan imperiale     | Direttore del clan imperiale   |
| 大 司 農 dà sī nóng  | Ministro delle finanze          | Gran Ministro dell'Agricoltura |
| 少 府 shào fǔ        | Ministro Dispensiere            | Piccolo tesoriere              |

### Ministro delle Cerimonie
Il Ministro delle Cerimonie, di solito descritto come un sommo sacerdote nel governo, era responsabile delle cerimonie nei templi ancestrali imperiali e incaricato dell'astronomia, dell'astrologia e dei registri quotidiani delle attività dell'imperatore. Ha anche supervisionato il funzionamento dell'Accademia Imperiale, selezionando ed esaminando gli studenti. Se erano adatti, era anche responsabile di riferire la loro eleggibilità alla carica all'imperatore. 

### Ministro degli Intendenti
Il ministro degli Intendenti doveva gestire gli intendenti, o "gentiluomini", (郎; láng), che facevano la guardia alle porte dei palazzi e delle sale. I gentiluomini avevano variegate provenienze: familiari e parenti di alti funzionari, laureati dell'Accademia Imperiale, uomini di buon carattere morale raccomandati da funzionari locali e regionali, uomini di talento speciale, grande ricchezza, ecc. Ogni anno il Ministro valutava e classificava gli aspiranti Intendenti con quattro parametri (semplicità, generosità, modestia e virtù) e li raccomandava di conseguenza.

### Ministro delle Guardie
Il Ministro delle Guardie era essenzialmente il capo delle guardie imperiali che sorvegliavano i palazzi. A differenza degli Intendenti, le Guardie imperiali erano uomini scelti tra la gente comune e dovevano servire per un anno. 

### Ministro dei Cocchieri
Il Ministro dei Cocchieri era responsabile dei carri, delle carrozze e dei cavalli dell'Imperatore. Era responsabile di assicurare che il numero e il tipo appropriati di carri, carrozze e cavalli fossero usati durante le cerimonie. Ha anche supervisionato i pascoli del governo e i cavalli allevati lì. 

### Ministro della Giustizia
Il Ministro della Giustizia era responsabile delle leggi. Accettava e decideva tutte le azioni legali che i governatori provinciali non riuscirono a risolvere. I casi che non poteva decidere furono riportati all'Imperatore, insieme ai dettagli pertinenti e agli articoli appropriati del codice di legge che potrebbero essere applicati. 

### Ministro Araldo
Il Ministro Araldo era il maestro cerimoniere durante i rituali religiosi (ad esempio il culto nel tempio ancestrale imperiale) e le udienze imperiali. Era anche responsabile degli affari relativi ai marchesi, o funzionari premiati con l'invio per il servizio meritorio. 

### Ministro del clan imperiale
Il ministro del clan imperiale era responsabile dei membri del clan imperiale, cioè della famiglia e dei parenti dell'Imperatore. Ha tenuto un registro di tutti i parenti dell'Imperatore e ha ricevuto i registri dei parenti dell'Imperatore preparati e inviati dai funzionari provinciali. 

### Ministro delle finanze
Il Ministro delle Finanze era incaricato della riscossione delle entrate per il tesoro statale e dell'erogazione delle spese del tesoro statale. Le fonti di entrate per la tesoreria statale includevano l'imposta sui sondaggi, l'imposta fondiaria, la commutazione del servizio di lavoro in pagamento in contanti, i profitti dal monopolio statale su ferro e sale, i redditi da terreni pubblici e i profitti dalla vendita sanzionata dallo stato di bevande alcoliche. Le spese includevano gli stipendi dei funzionari e le forniture per l'esercito. Il Ministro delle Finanze amministrava anche il monopolio statale sulla produzione e vendita di ferro e sale e sulla vendita di bevande alcoliche. Aveva anche il controllo diretto sui granai della capitale imperiale e delle province. 

### Ministro Dispensiere
Il Ministro Dispensiere gestiva il tesoro del palazzo, vale a dire le finanze private del clan imperiale. Le fonti di entrate per il tesoro del palazzo includevano tasse su montagne, mari e laghi, che erano considerate proprietà dell'Imperatore. Il ministro Steward era anche incaricato di erogare le entrate ai membri del clan imperiale. 

## Rango
Durante la dinastia Han, i funzionari della pubblica amministrazione furono classificati in 20 ranghi (ridotti a 16 dopo il 32 a.C.) espressi dallo stipendio annuale del funzionario in termini di 石S, danP, lett. "staio", da un massimo di 10.000 staia ad un minimo di 100 staia. In base a questo schema, ciascuno dei nove ministri aveva uno stipendio di 2000 staia.
Durante la dinastia Ming, i funzionari furono classificati in 9 ranghi, ognuno dei quali suddiviso in due sotto-ranghi. In questa classificazione, i Sei Ministri ricoprivano il rango terzo superiore. Passarono al secondo grado superiore quando venne abolita la carica del Cancelliere Imperiale nel 1380. Il Censore-Capo, capo del Censorato, rango primo inferiore, venne invece nel 1380 declassato al secondo rango superiore. Mentre i capi della Grande Corte di Revisione e dell'Ufficio Trasmissione avevano il terzo rango superiore.